# Bandara similis
Bandara similis är en insektsart som beskrevs av Delong 1980. Bandara similis ingår i släktet Bandara och familjen dvärgstritar. Inga underarter finns listade i Catalogue of Life.